# Burzovní komora
Burzovní komora je statutárním orgánem, který řídí činnost pražské burzy. Má 10 až 24 členů, kteří jsou voleni a odvoláváni valnou hromadou. Členové burzovní komory jsou voleni na dobu tří let a mohou být zvoleni i opakovaně. Žádný z členů burzovní komory nemůže být zároveň členem dozorčí rady. 

## Zasedání burzovní komory
Na zasedání burzovní komory musí být přítomna alespoň polovina členů. Burzovní komora rozhoduje prostou většinou hlasů. Při rovnosti hlasů rozhoduje hlas předsedy. 

## Práva povinnosti burzovní komory
Dbá, aby při činnosti burzy byly dodržovány právní předpisy, burzovní řád a pravidla, chrání zájmy účastníků kapitálového trhu, spravuje burzovní řád a pravidla, která poté schvaluje valná hromada, jmenuje a odvolává generálního tajemníka burzy, stanovuje výši poplatků a odměn, přijímá opatření, jejichž účelem je zabránit ohrožení činnosti burzy nebo zájmů jejich akcionářů. Rozhoduje také o protestech proti rozhodnutím burzovních výborů a vyhlášeným kursům cenných papírů. Uděluje souhlas s prodejem akcií burzy, rozhoduje o přijetí cenných papírů k burzovnímu obchodu a uděluje a odnímá oprávnění k nákupu a prodeji CP na burze. Plní další funkce představenstva akciové společnosti. 

## Zákon o burze
Bližší informace o burzovní komoře naleznete v zákoně o burze CP 214/92 Sb. (§7 - 9).